# Hyacinthella millingenii
Hyacinthella millingenii är en sparrisväxtart som först beskrevs av George Edward Post, och fick sitt nu gällande namn av Naomi Feinbrun. Hyacinthella millingenii ingår i släktet Hyacinthella och familjen sparrisväxter. Inga underarter finns listade i Catalogue of Life.